# Louis Verswijvel
Ludovicus Jozef (Louis) Verswijvel (Antwerpen, 1908 - Geel, 28 juli 1989) was een Belgisch politicus voor de CVP.

## Levensloop
Verswijvel was werkzaam in de radiumfabriek van Olen, alwaar hij opklom van bediende tot bureelhoofd. Hij was een van de pioniers van het ACW te Geel. Deze beweging werd landelijk opgericht op het einde van de jaren 1920, maar kwam in Geel pas echt van de grond vlak na de Tweede Wereldoorlog.
Bij de gemeenteraadsverkiezingen van 1952 werd Verswijvel verkozen en meteen ook aangesteld als schepen te Geel, met als voornaamste bevoegdheid Financiën. Hij bleef schepen tot 1963, toen hij de overleden Medard van Loenhout opvolgde, eerst als waarnemend burgemeester. Dit was hij in 1962 ook reeds enkele maanden geweest, vanwege van Loenhouts zwakke gezondheid. Op 29 juli 1963 werd hij officieel benoemd tot burgemeester. Begin 1971 trok Louis Verswijvel zich terug uit het lokale politieke leven. Hij werd in de hoedanigheid van burgemeester opgevolgd door Hugo Van Rompaey.
Naast zijn politieke carrière was Verswijvel ook schatbewaarder van de kerkfabriek Sint-Amands, lid van de raad van bestuur van de IOK, gewestleider van de KWB, bestuurslid bij de Geelse Bouwmaatschappij en van de sociale woonmaatschappij Familiegeluk.